# Juan Carlos Chávez
Juan Carlos Chávez Zárate (* 18. Januar 1967 in Zamora, Michoacán), auch bekannt unter dem Spitznamen La Pájara, ist ein mexikanischer Fußballtrainer und ehemaliger -spieler, der vorwiegend im Mittelfeld agierte.

## Leben

### Verein
„La Pájara“  Chávez begann seine Profikarriere in der Saison 1988/89 bei Atlas Guadalajara, bei dem er – in drei Etappen – die meiste Zeit seiner aktiven Laufbahn unter Vertrag stand. Außerdem spielte er für jeweils eine Saison für den Puebla FC (1991/92), den CA Monarcas Morelia (1996/97) und in seiner letzten Saison als Profifußballspieler (1998/99) für den CF Pachuca.

### Nationalmannschaft
Sein Debüt im Dress der mexikanischen Nationalmannschaft feierte Chávez am 29. Juni 1993 beim 2:0-Sieg gegen Costa Rica. Sein zweiter Länderspieleinsatz fand am 4. Juni 1994 gegen die USA (0:1) statt. Sein dritter und letzter Länderspieleinsatz war im WM-Spiel 1994 gegen Italien (1:1), bei dem er wenige Minuten vor Schluss für Luis García eingewechselt wurde.

### Trainer
Seit Anfang 2009 trainiert Chávez die mexikanische U-20 Nationalmannschaft.